# 岩木艦
岩木 艦(いわき やまと、1997年8月12日 - ) は東京都出身の元プロサッカー選手。ポジションはフォワード。

## 来歴
高校時代は栃木県佐野日大高校でプレーし、栃木県国体選抜、横山杯U17日本選抜に選出された。チームでは2014年関東高校サッカー大会Aブロック準優勝、翌年2015年関東高校サッカー大会Bブロック優勝。
高校卒業後は単身イタリアに渡りASD Società polisportiva chiusit、Polisportiva Agelloと契約、プロ選手となった。
2018年2月にモンテネグロ・ドルガ・ツルノゴルスカ・フドバルスカ・リーガのFKツェティニェに移籍。
2019年1月に品川CC横浜に移籍。

## 所属クラブ
- ミッキーSC
- FC駒沢
- 佐野日本大学高等学校
- ASD Società polisportiva chiusit
- Polisportiva Agello
- FKツェティニェ
- 品川CC横浜